# Georgij Nikolajenko
Georgij Nikolajenko (russisk: Георгий Михайлович Николаенко) (født 11. november 1946 i Kropyvnytskyj i Sovjetunionen) er en sovjetisk filminstruktør, skuespiller og manuskriptforfatter.

## Filmografi
- Sjol tjetvjortyj god vojny (Шёл четвёртый год войны, 1983)[1][2]